# Lisa Schulte
Lisa Schulte, född 13 december 2000 i Regensburg, är en österrikisk rodelåkare.

## Karriär
Schulte tävlade för Österrike vid olympiska vinterspelen 2022 i Peking, där hon slutade på sjätte plats i damernas singel.